# Zwak werkwoord
De term zwak werkwoord wordt veel gebruikt in descriptieve grammatica's van onder meer West-Germaanse talen, voor  de werkwoorden die standaard een achtervoegsel (uitgang) krijgen om de verleden tijd en het voltooid deelwoord hiervan te vormen. In respectievelijk het Duits en Nederlands zijn dit bijvoorbeeld de vaste uitgangen -te en -de/-te van de onvoltooid verleden tijd.
Dit type vervoeging wordt aldus onderscheiden van een ander vast paradigma in dezelfde talen, dat van de sterke werkwoorden.

## Achtergrond
Hoewel zwakke vervoegingen reeds in het Gotisch voorkwamen naast sterke, gaan de meeste taalkundigen ervan uit dat laatstgenoemde klasse de oudste is en het meest authentiek voor het Indo-Europees. De breedst gedragen verklaring voor het ontstaan van de zwakke vervoegingsklasse is dat dit soort werkwoorden aanvankelijk het hulpwerkwoord doen bij zich kreeg, waarna de vervoegde vorm van dit hulpwerkwoord zich ontwikkelde tot een uitgang die zich aan het zwakke werkwoord vasthechtte (zie ook Grammaticalisatie#Achtervoegsels en uitgangen).

## Meerdere betekenissen
De term wordt met name gebruikt voor dit soort vervoegingen in meerdere Indo-Europese talen, in het bijzonder een aantal Germaanse talen. Het begrip zwak werkwoord heeft niet steeds precies dezelfde betekenis als het wordt uitgebreid. In het Arabisch wijken, min of meer in tegenstelling tot bijv. het Nederlands, "zwakke werkwoorden" juist af van de standaardregels.